# راكون قزم

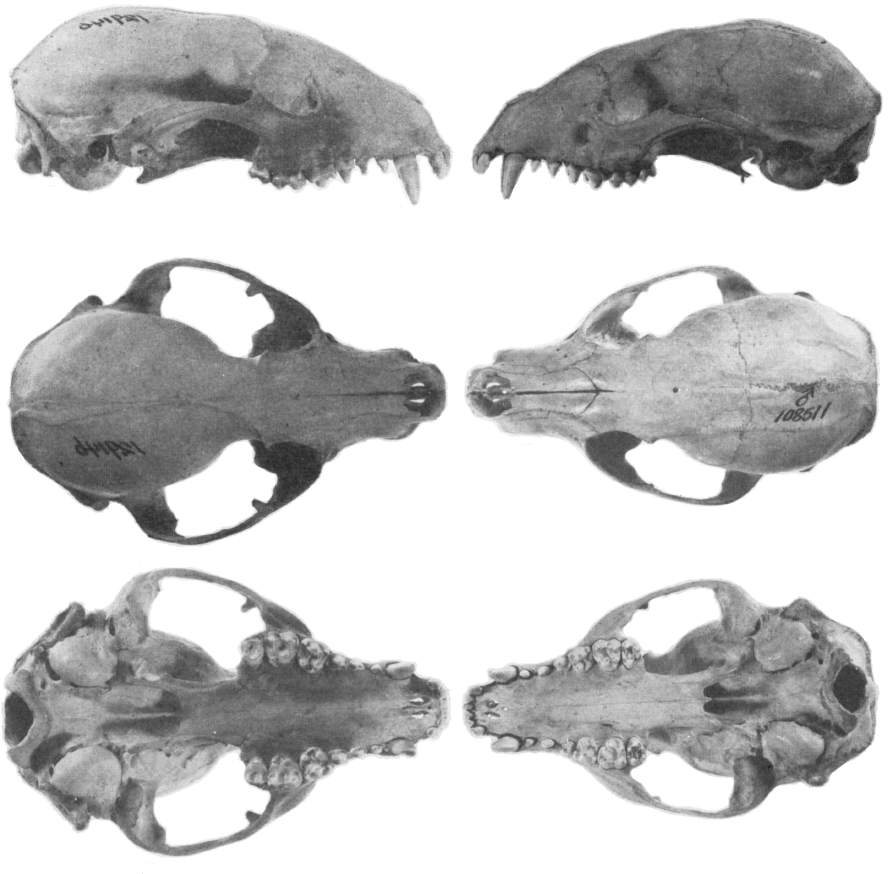
جمجمة راكون شائع (إلى اليسار) وجمجمة راكون كوزوميل (إلى اليمين).

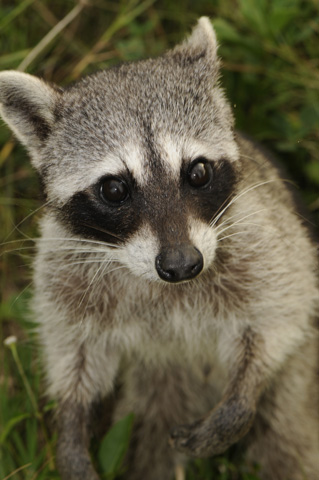
راكون كوزوميل

راكون قزم أو راكون كوزوميل (الاسم العلمي: Procyon pygmaeus) هو نوع من الحيوانات يتبع جنس الراكون من الفصيلة الراكونية. سمي هذا النوع من الراكون نسبة لجزر كوزوميل في المكسيك.